# Kolguev
L'isola Kolguev (in russo: остров Колгуев, ostrov Kolguev) è un'isola nel mare di Barents, in Russia, al confine con il mare della Pečora.
Amministrativamente appartiene al Zapoljarnyj rajon del Circondario autonomo dei Nenec, nell'Oblast' di Arcangelo (Circondario federale nordoccidentale).

## Geografia, flora e fauna
L'isola Kolguev si trova a est della penisola di Kanin (Канин полуостров), a 80 km dal continente, separata dalla terraferma dallo stretto Pomorskij (Поморский пролив). L'isola ha una forma approssimativamente circolare di 80 km di diametro e una superficie di 4968,2 km². Il terreno è leggermente collinare, il punto più elevato arriva agli 176 m s.l.m.; la pianura è paludosa e costellata da torrenti, fiumi e laghi. Il più grande, nella parte orientale, è il lago Pesčanoe (озеро Песчаное), dove nel 1982 è stato trovato un campo petrolifero. Sull'isola c'è petrolio e un giacimento di gas naturale.
La vegetazione è quella tipica della tundra: (Betula tundrarum) e tipi di salice (Salix glauca, Salix Lanata, Salix Phylicifolia).
È presente l'orso polare, la volpe, la volpe artica e il tricheco.

## Popolazione
Nel villaggio di Bugrino, sulla costa sud-est (68°47′06.94″N 49°18′31.94″E), vivono circa 300 persone. I Nenci sono la maggioranza della popolazione, le loro principali attività economiche sono l'agricoltura, la pesca, la caccia alle foche e l'allevamento delle renne. Queste erano le principali attività economiche della regione prima che fosse iniziato lo sfruttamento dei giacimenti di petrolio e gas. Il resto della popolazione dell'isola è di circa 250 dipendenti della società ZAO "Arcticneft" (ЗАО «АрктикНефть») concentrati nel nord-est dell'isola, a 60 km da Bugrino. Essi vengono sostituiti ogni 52 giorni. L'isola quindi ospita circa 550 persone.

## Clima
Il clima dell'isola è sub-artico, un clima molto umido, dove le temperature minime raggiungono i -45 °C e la massima i 30 °C. La lunghezza della giornata varia da 3-5 ore a dicembre, a 18-22 ore in giugno. L'isola è costantemente esposta ai venti, da sud-ovest in inverno (da gennaio a maggio) e da nord-est nel resto dell'anno. La quantità media annua di precipitazioni è di 344 millimetri.

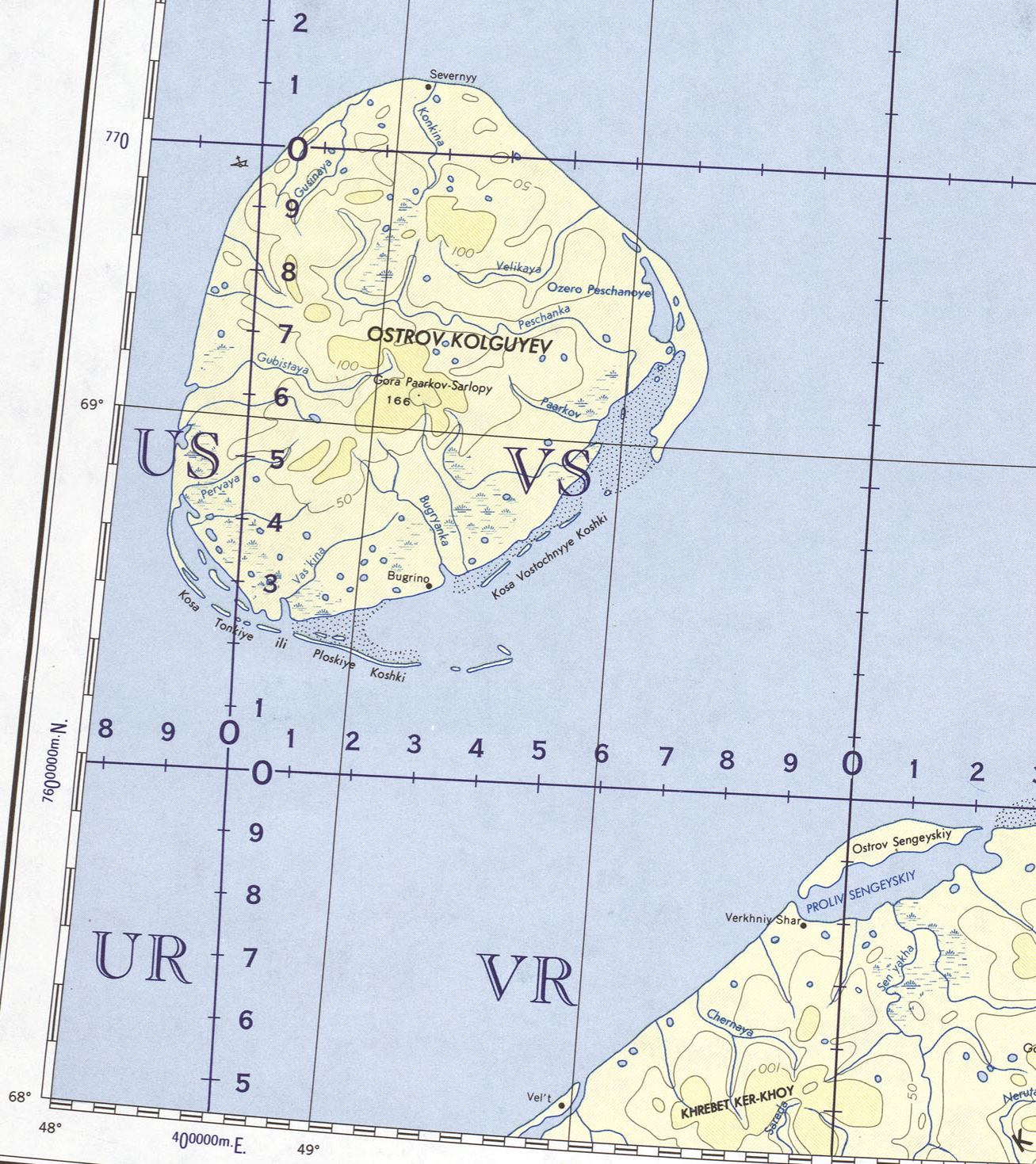

| Isola Kolguev (1991-2020) Fonte: | Mesi         | Mesi         | Mesi         | Mesi         | Mesi         | Mesi        | Mesi        | Mesi        | Mesi        | Mesi         | Mesi         | Mesi         | Stagioni | Stagioni | Stagioni | Stagioni | Anno  |
| Isola Kolguev (1991-2020) Fonte: | Gen          | Feb          | Mar          | Apr          | Mag          | Giu         | Lug         | Ago         | Set         | Ott          | Nov          | Dic          | Inv      | Pri      | Est      | Aut      | Anno  |
| -------------------------------- | ------------ | ------------ | ------------ | ------------ | ------------ | ----------- | ----------- | ----------- | ----------- | ------------ | ------------ | ------------ | -------- | -------- | -------- | -------- | ----- |
| T. max. media (°C)               | −7,7         | −8,7         | −6,7         | −3,1         | 1,1          | 6,7         | 11,6        | 10,8        | 8,0         | 2,6          | −1,7         | −4,1         | −6,8     | −2,9     | 9,7      | 3,0      | 0,7   |
| T. media (°C)                    | −10,5        | −11,5        | −9,5         | −5,5         | −1,1         | 3,8         | 8,3         | 8,3         | 5,8         | 0,9          | −3,8         | −6,5         | −9,5     | −5,4     | 6,8      | 1,0      | −1,8  |
| T. min. media (°C)               | −13,7        | −14,9        | −12,6        | −8,3         | −3,0         | 1,8         | 5,8         | 6,0         | 3,7         | −1,3         | −6,5         | −9,4         | −12,7    | −8,0     | 4,5      | −1,4     | −4,4  |
| T. max. assoluta (°C)            | 2,3 (1969)   | 1,7 (1944)   | 2,3 (2015)   | 8,7 (2021)   | 18,5 (2021)  | 27,4 (1989) | 30,0 (1990) | 29,2 (1972) | 20,3 (2019) | 12,0 (1974)  | 5,8 (1934)   | 4,4 (2014)   | 4,4      | 18,5     | 30,0     | 20,3     | 30,0  |
| T. min. assoluta (°C)            | −37,6 (1999) | −40,1 (1951) | −36,0 (1958) | −31,6 (1941) | −22,5 (1966) | −6,2 (1969) | −2,4 (1998) | −2,9 (1948) | −6,3 (1968) | −21,2 (1940) | −27,5 (1968) | −35,5 (1978) | −40,1    | −36,0    | −6,2     | −27,5    | −40,1 |
| Precipitazioni (mm)              | 22           | 18           | 17           | 16           | 16           | 32          | 31          | 38          | 41          | 45           | 26           | 29           | 69       | 49       | 101      | 112      | 331   |

## Economia
Le principali occupazioni della popolazione del villaggio di Bugrino sono l'allevamento delle renne e la pesca. Bugrino è la base del complesso industriale Kolguevsky. Nel 2013-2014, a causa della mancanza di cibo sufficiente sull'isola di Kolguyev, si è verificata una massiccia morte di cervi. Il bestiame scese da 12.000 a 200-400 capi (secondo altre fonti, fino a 50 capi). 
ArktikNeft è, insieme a OAO Arktikmorneftegazrazvedka, specializzata nell'esplorazione petrolifera, ed è l'unica compagnia continentale che ha ricevuto una licenza per operare sull'isola. L'esplorazione dell'isola iniziò nel 1980. Nel 1983 fu scoperto il giacimento petrolifero di Peschanoozerskoye.
Ad oggi vengono sfruttati solo i giacimenti petroliferi. La produzione di gas richiede la costruzione di nuove infrastrutture. ArcticNeft conduce tutte le operazioni di esplorazione, perforazione, produzione, stoccaggio e trasporto di petrolio greggio. I giacimenti dell'isola sono di ottima qualità, con un bassissimo contenuto di zolfo. Ci sono 52 pozzi in funzione (al novembre 2002), che producono circa 100.000 tonnellate di petrolio all'anno.
Il trasporto del greggio sull'isola tra i diversi siti di produzione, lavorazione e stoccaggio avviene tramite un oleodotto. Le esportazioni vengono effettuate via mare in estate e in autunno: petroliere con una capacità media di 30.000 tonnellate vengono caricate direttamente in mare, a 5.000 metri dalla costa, mediante un oleodotto galleggiante (sifone). Tutto il petrolio viene esportato a Rotterdam.
La forza lavoro è composta da squadre petrolifere e di trivellazione, due squadre di servizio pozzi, personale di trasporto e personale amministrativo. L'operazione è svolta da due squadre di 150 persone ciascuna, che cambiano ogni 52 giorni. Il trasporto di persone e attrezzature dall'isola al continente e ritorno è stato effettuato fino alla fine del 2002 in inverno da un elicottero che collegava Arkhangelsk, Murmansk o Naryan-Mar con Kolguyev, e in estate e in autunno da un piroscafo che faceva servizio tra Murmansk e l'isola. Dal novembre 2002 ArcticNeft dispone di una pista in grado di ricevere aerei di medie dimensioni (Yak-40, An-24 e An-26), che la compagnia utilizza principalmente per le proprie esigenze, ma anche per quelle del resto del popolazione dell'isola, in particolare, residenti nel villaggio di Bugrino.

## Storia
L'isola fu esplorata nel 1894 dal naturalista britannico Aubyn B. R. Trevor-Battye. Egli sbarcò a giugno con un assistente, con l'intenzione di spendere circa un mese a studiare la fauna selvatica, in particolare gli uccelli. A causa di problemi meccanici con la nave, e di un equivoco, furono abbandonati sull'isola per 12 settimane. Pubblicò in seguito il suo studio naturalistico e sulla topografia di Kolguyev: "Ice-bound on Kolguev". Il libro contiene alcune osservazioni sui Nenci (che egli chiama Samoiedi) che portavano le loro renne sull'isola per il pascolo estivo e catturavano oche da rivendere in Russia. Trevor-Battye lasciò finalmente l'isola, assieme ai pastori di renne, nel settembre del 1894 e dovette percorrere 1.600 km via terra dal fiume Pečora fino ad Arcangelo. Ha descritto questo viaggio avventuroso in: "Una strada a nord dello Zar".